# Amiota femorata
Amiota femorata este o specie de muște din genul Amiota, familia Drosophilidae, descrisă de Chen și Takamori în anul 2005. Conform Catalogue of Life specia Amiota femorata nu are subspecii cunoscute.